# Eriogonum deflexum
Eriogonum deflexum är en slideväxtart som beskrevs av John Torrey. Eriogonum deflexum ingår i släktet Eriogonum och familjen slideväxter.

## Underarter
Arten delas in i följande underarter:
- E. d. baratum
- E. d. nevadense